# Adolph Koudakpo

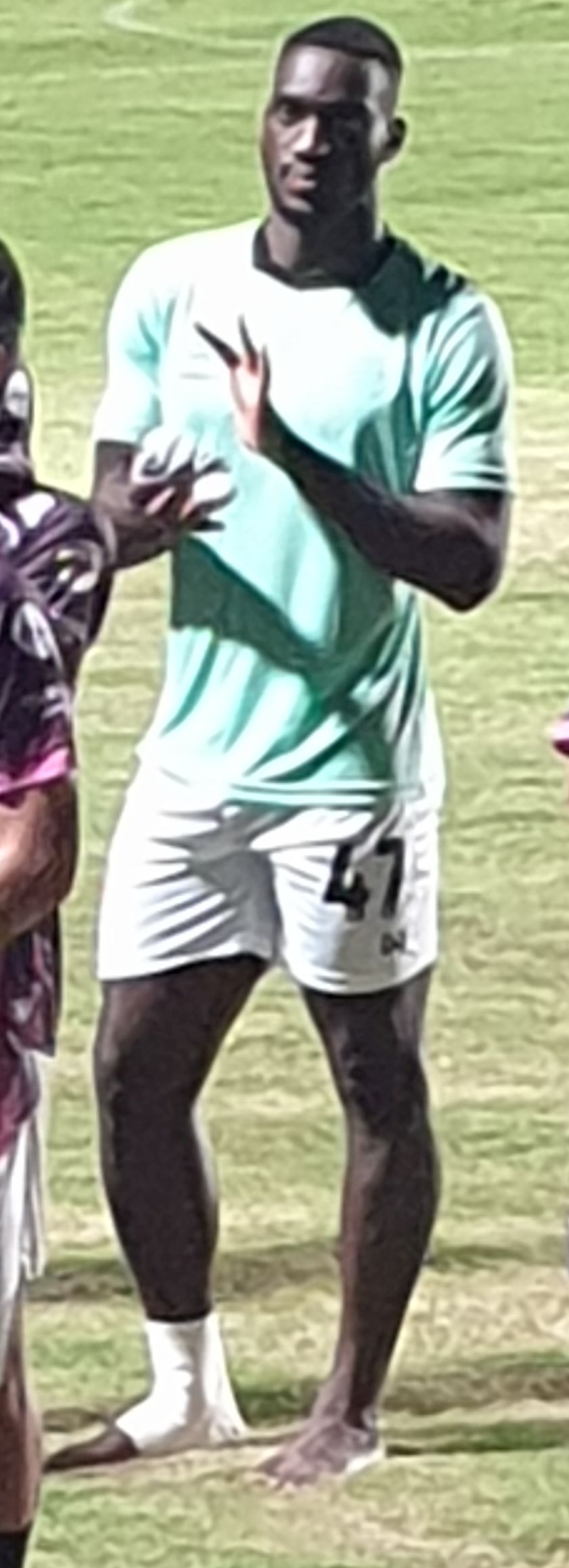

Adolph Kodzo Koudakpo (* 21. Juli 1999) ist ein australischer Fußballspieler.

## Karriere
Adolph Koudakpo stand bis Dezember 2021 beim Hills United FC im australischen Hills District in New South Wales unter Vertrag. Wo er vorher gespielt hat, ist unbekannt. 2022 spielte er beim Blacktown City FC. Mit dem Verein aus Blacktown spielte er in der National Premier Leagues, der zweiten Liga des Landes. Mit dem Verein spielte er in der New South Wales-Gruppe der Liga. Im Januar 2023 wechselte er zum Green Gully SC. Der Verein aus Melbourne spielte in der Victorian Premier League. Hier bestritt er 24 Ligaspiele, wobei er acht Treffer erzielte. Im Sommer 2024 ging er nach Thailand. Hier nahm ihn der Bangkoker Zweitligist Police Tero FC unter Vertrag. Nach einer Spielzeit, in der er 31 Ligaspiele bestritt, wurde sein Vertrag im Sommer 2025 nicht verlängert. Ende Juni 2025 nahm ihn der Erstligaaufsteiger Kanchanaburi Power FC aus Kanchanaburi unter Vertrag. Im August 2025 wechselte er auf Leihbasis zum Zweitligisten Chainat Hornbill FC.